# John Whiteside
John Whiteside (* 1773 bei Lancaster, Province of Pennsylvania; † 28. Juli 1830 ebenda) war ein US-amerikanischer Politiker. Zwischen 1815 und 1819 vertrat er den Bundesstaat Pennsylvania im US-Repräsentantenhaus.

## Werdegang
John Whiteside besuchte die öffentlichen Schulen seiner Heimat und arbeitete danach auf der Farm seines Vaters. Später stieg er in das Hotel- und Gaststättengewerbe ein. Außerdem betrieb er eine Destillerie. In seiner Heimat war er auch als Friedensrichter tätig. Politisch wurde er Mitglied der Ende der 1790er Jahre von Thomas Jefferson gegründeten Demokratisch-Republikanischen Partei. In den Jahren 1810 und 1811 saß er als Abgeordneter im Repräsentantenhaus von Pennsylvania.
Bei den Kongresswahlen des Jahres 1814 wurde Whiteside im dritten Wahlbezirk von Pennsylvania in das US-Repräsentantenhaus in Washington, D.C. gewählt, wo er am 4. März 1815 die Nachfolge von Edward Crouch antrat. Nach einer Wiederwahl konnte er bis zum 3. März 1819 zwei Legislaturperioden im Kongress absolvieren. Im Jahr 1818 verzichtete er auf eine weitere Kandidatur. Nach seiner Zeit im US-Repräsentantenhaus nahm Whiteside seine früheren Tätigkeiten wieder auf. Außerdem arbeitete er zeitweise als Testamentsvollstrecker. Im Jahr 1825 war er nochmals Abgeordneter im Repräsentantenhaus von Pennsylvania. Er starb am 28. Juli 1830 in Lancaster, wo er auch beigesetzt wurde.